# 희세
희세(姬世, ? ~ 기원전 16년)는 전한 말기의 제후로, 주나라 왕실의 후손이다.

## 생애
양삭 2년(기원전 23년), 아버지 희안의 뒤를 이어 주승휴후(周承休侯)에 봉해졌다.
주승휴희후 8년(기원전 16년)에 죽어 시호를 희(釐)라 하였고, 아들 희당이 작위를 이었다.

## 출전
- 반고, 《한서》 권18 외척은택후표

| 선대 아버지 주승휴질후 희안 | 전한의 주승휴후 기원전 23년 ~ 기원전 16년 | 후대 아들 희당 |